# EVERYTHING (アルバム)
『EVERYTHING』（エヴリシング）は、Mr.Childrenによる1枚目のミニ・アルバム。1992年5月10日にトイズファクトリーから発売された。

## 背景とリリース
Mr.Childrenのメジャーデビュー作品。アートディレクターは信藤三雄。Mr.Children公式ホームページでは、ミニアルバムである本作を1stアルバム、初のフルアルバム『Kind of Love』を2ndアルバムと位置付けている。
1991年後半に小林武史と初対面し、同年12月からサウンドスカイ・スタジオとスターシップ・スタジオでレコーディングを開始。タイトルの意味について桜井和寿は、「何よりも大切なものっていう気持ちを込めて。みんなにとって、そういう存在であってほしいし。僕らにも、記念すべき1枚目ですし」と語っている
プリプロダクションは桜井がフォーク・ギターで弾き語ったデモ音源を基に、小林の自宅であるマンションで話し合いながら行われたという。
全曲がアマチュア時代から存在する楽曲であり、本作へ収録するにあたって小林がストリングスアレンジを加えたほか、歌詞の一部変更も行われた。本作では生のストリングスが一切使われていない。
小林は「当時まだ残っていた第二次バンドブームの雰囲気から如何に差別化した音楽を作るか」をテーマにしていたが、「楽曲の奥に突っ込むことができなかった」と振り返っている。
本作発売後にメジャーデビュー後初のライブツアー『'92 EVERYTHING TOUR』、その数ヵ月後に『'92 Your Everything Tour』を開催。両ツアーとも約半分の公演が対バン形式のライブで、当時の対バン相手であったthe pillows（バンドとしては2025年解散）のメンバーとは現在でも親交がある。
初回プレス盤と通常盤ではレーベル面が異なり、初回プレス盤はクリアオレンジ塗装、通常盤はマットオレンジの塗装。

## チャート成績
当時は無名だったこともあり最高順位は25位だったが、オリコンチャートでの累計売上は45.1万枚を記録した。

## 収録内容
| 全作詞・作曲: 桜井和寿、全編曲: 小林武史 & Mr.Children。 |                                      |          |            |      |
| #                                                        | タイトル                             | 作詞     | 作曲・編曲 | 時間 |
| 1.                                                       | 「ロード・アイ・ミス・ユー」         | 桜井和寿 | 桜井和寿   | 3:42 |
| 2.                                                       | 「Mr. Shining Moon」                 | 桜井和寿 | 桜井和寿   | 4:23 |
| 3.                                                       | 「君がいた夏」                       | 桜井和寿 | 桜井和寿   | 5:51 |
| 4.                                                       | 「風 〜The wind knows how I feel〜」 | 桜井和寿 | 桜井和寿   | 3:17 |
| 5.                                                       | 「ためいきの日曜日」                 | 桜井和寿 | 桜井和寿   | 5:55 |
| 6.                                                       | 「友達のままで」                     | 桜井和寿 | 桜井和寿   | 3:55 |
| 7.                                                       | 「CHILDREN'S WORLD」                 | 桜井和寿 | 桜井和寿   | 5:07 |
| 合計時間:                                                | 合計時間:                            | 32:10    |            |      |

## 楽曲解説
1. ロード・アイ・ミス・ユー
  - デビューアルバムの1曲目を飾る曲だが、『Mr.Children '95 Tour Atomic Heart』でのアンコール以降は一切演奏されていない。
  - ギターのイントロで鋭く始まりBメロに展開するが、桜井はこの曲でこれをやりたかったという。
  - バンドサウンドの醍醐味を活かしたい思いが詰まっているとのこと。
2. Mr. Shining Moon
  - シティポップ風の楽曲。
  - ライブでは滅多に披露されないものの、1995年の『Mr.Children STADIUM TOUR Hounen Mansaku 夏祭り1995 空(ku:)』では数公演で演奏されていた。ちなみに当ライブ以降、セットリスト入りはなされていない。
3. 君がいた夏
  - 後に1stシングルとしてシングルカットされた。
4. 風 〜The wind knows how I feel～
  - アマチュア時代のタイトルは「風」で、サブタイトルが存在しなかった。
  - 後に『ap bank fes '07』において披露された。
5. ためいきの日曜日
  - 桜井が風呂へ入っている時にサビの構成が浮かび、そこから一気に書き上げられた曲。
  - サビはデモテープの段階では出鱈目に「Sunday Sunday…」と歌っていたが、そこから採用し現在のものに至っているという。
6. 友達のままで
  - アマチュア時代のタイトルは「友達のまま」であり、甘酸っぱい恋愛模様を描いた曲。
  - ちなみに楽曲中で鍵盤ハーモニカを担当しているのは田原健一で、当時のライブでも度々披露していた。
7. CHILDREN'S WORLD
  - アマチュア時代から存在する曲だが、あえて歌詞を一部変更している。
  - 後に『Mr.Children Stadium Tour 2015 未完』にて披露された。本曲の披露は約20年振りで、初映像化となった。

## 参加ミュージシャン
- Mr.Children
  - 桜井和寿：Vocal, Guitar
  - 田原健一：Guitar
  - 中川敬輔：Bass
  - 鈴木英哉：Drums
- 小林武史：Keyboards
- 角谷仁宣：Computer Programming
- 小倉博和：Sound Technic

## ライブ映像作品
| 曲名                             | 作品名                                 |
| -------------------------------- | -------------------------------------- |
| 君がいた夏                       | →「 君がいた夏#ライブ映像作品 」を参照 |
| 風 〜The wind knows how I feel〜 | ap bank fes '07                        |
| CHILDREN'S WORLD                 | Mr.Children Stadium Tour 2015 未完     |